# Hwangap
Hwangab is de Koreaanse traditionele manier waarop iemand zijn zestigste verjaardag viert. Volgens het Confucianisme is de levenscirkel na zestig jaar rond. Het markeert dus een bijzondere gebeurtenis in iemands leven en wordt dan ook groots gevierd.
Omdat het in het verleden niet zo vaak voorkwam dat iemand zestig werd, was het ook meteen een feest waarbij men het leven zelf vierde. Tegenwoordig komt het dankzij verbeterde gezondheidszorg steeds vaker voor dat iemand zijn zestigste verjaardag kan vieren. Ook het vieren van een zeventigste (Gohi of Chilsun) of tachtigste (Palsun) verjaardag wordt vaak uitbundig gevierd.